# 스리위자야 항공 182편 추락 사고
스리위자야 항공 182편 추락 사고(영어: Sriwijaya Air Flight 182, 인도네시아어: Sriwijaya Air Penerbangan 182)는 2021년 1월 9일 인도네시아 자카르타 수카르노 하타 국제공항에서 폰티아낙 수파디오 국제공항으로 향하던 스리위자야 항공 여객기가 추락한 사고다. 항공기는 이륙 후 4분 만에 실종되었다. 관계자들은 항공기가 공항에서 몇 킬로미터 떨어진 스리부 제도의 바다에서 추락했다고 확인했다.